# Emilie Flöge

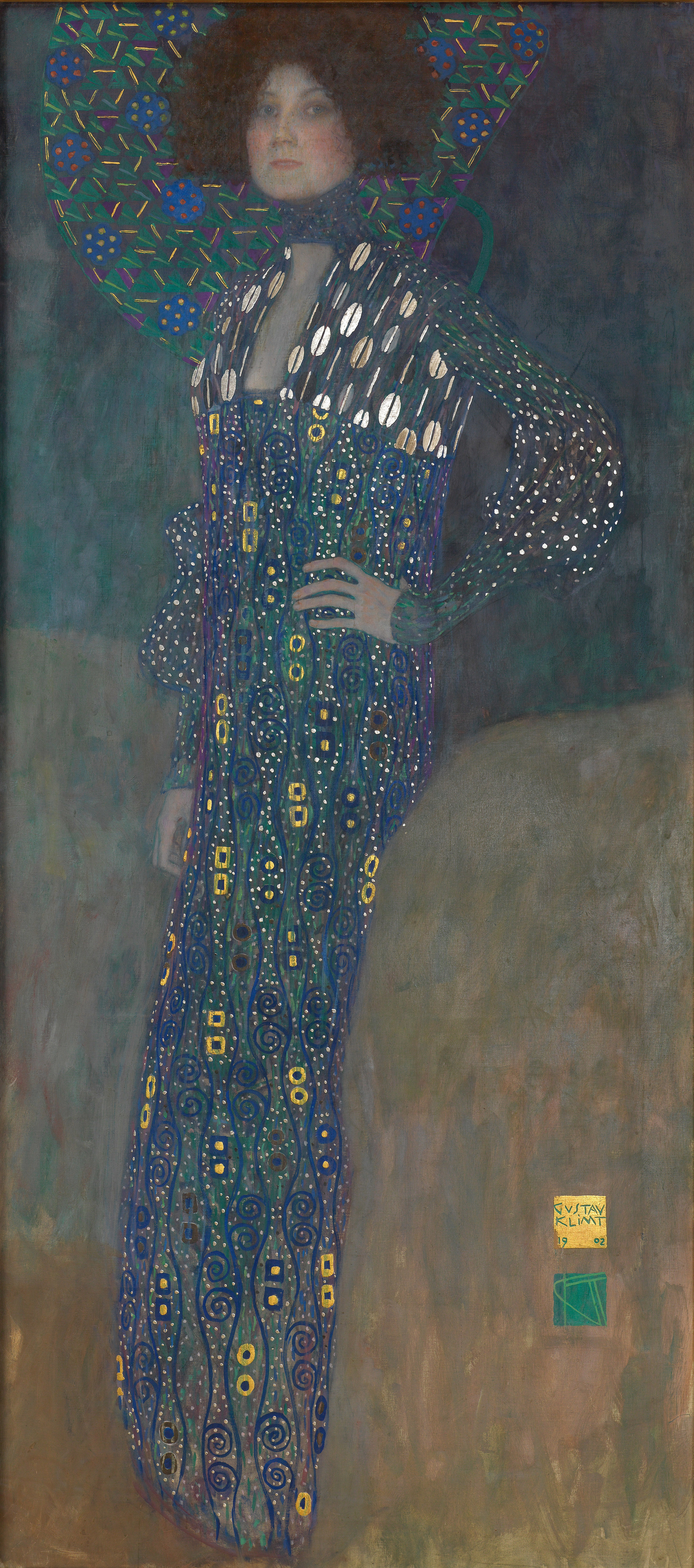
Emilie Flöge, Ölgemälde von Gustav Klimt, 1902, Wien Museum

Emilie Louise Flöge (* 30. August 1874 in Wien; † 26. Mai 1952 ebenda) war eine österreichische Designerin, Modeschöpferin und Unternehmerin. Sie war Lebensgefährtin und Muse des Malers Gustav Klimt.

## Leben

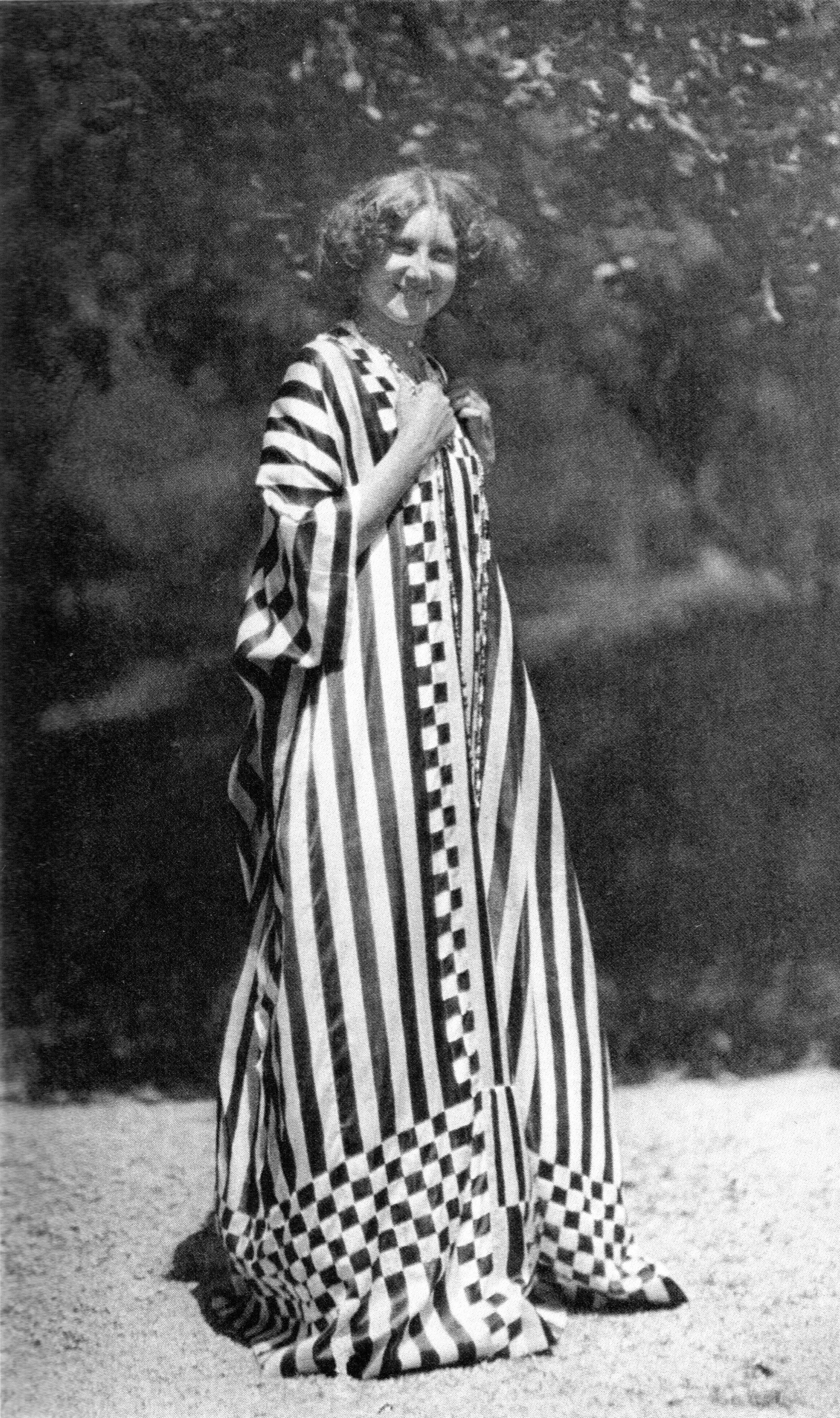
Emilie Flöge,
Foto: Heinrich Böhler, 1909

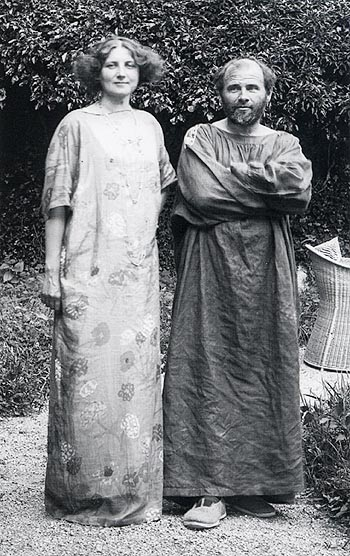
Emilie Flöge und Gustav Klimt, zwischen 1900 und 1905

Emilie Flöge war eine von drei Töchtern des Drechslermeisters und Meerschaumpfeifenfabrikanten Hermann Flöge (1837–1897). Sie erlernte zunächst den Beruf der Schneiderin. Mit 30 etablierte Emilie Flöge sich als Modeschöpferin. Sie führte von 1904 an gemeinsam mit ihren Schwestern Helene (1871–1936), die 1891 den Maler Ernst Klimt geheiratet hatte, und Pauline (1866–1917) den Wiener Haute-Couture-Salon Schwestern Flöge. Der Salon befand sich im Casa-Piccola-Haus am zentrumsseitigen Beginn der Mariahilfer Straße (Haus Nr. 1b). Das Haus war nach dem dort etabliert gewesenen Kaffeehaus Casa Piccola benannt, das 1897 bis 1918 vom Vater von Lina Loos geführt wurde. Das Kaffeehaus war Treffpunkt vieler Kreativer.
Der Salon Schwestern Flöge war vom Architekten Josef Hoffmann im Jugendstil entworfen worden. Emilie Flöge präsentierte hier Modellkleider, die dem Modegeschmack der Wiener Werkstätte entsprachen. Auf ihren Reisen nach London und Paris informierte sie sich außerdem bei Coco Chanel und Christian Dior über die neuesten Modetrends.
In der besten Zeit beschäftigte Emilie Flöge bis zu 80 Schneiderinnen. Nach der Annexion Österreichs durch das Deutsche Reich (1938) verlor Flöge aber ihre wichtigsten Kundinnen. Sie musste den Modesalon schließen, der zuvor zum führenden Modetreffpunkt der Wiener Gesellschaft geworden war. Emilie Flöge arbeitete nun in ihrem Wohnhaus Ungargasse 39 (Wien-Landstraße), wo sie bis zu ihrem Tod im obersten Stockwerk wohnte.
In den letzten Tagen des Zweiten Weltkriegs verbrannten hier Flöges Trachtensammlung und wertvolle Gegenstände aus dem Klimt-Nachlass.

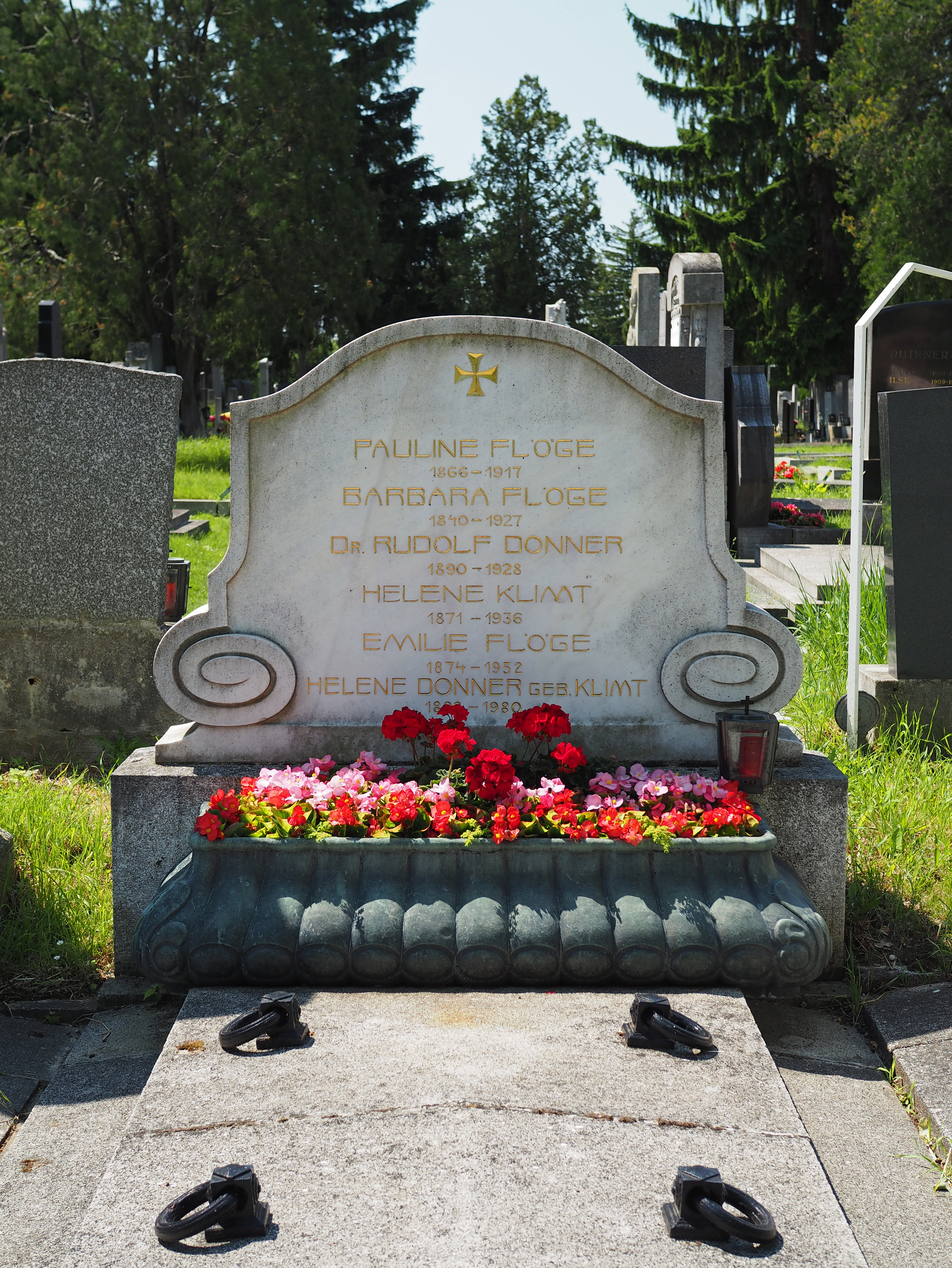
Grabstätte der Schwestern Emilie Flöge, Helene Klimt und Pauline Flöge auf dem Wiener Zentralfriedhof

Emilie Flöge fand ihre letzte Ruhestätte im Familiengrab der Schwestern Flöge in der evangelischen Abteilung des Wiener Zentralfriedhofs (Tor 4, Kreuzallee, Gruppe 8, Nr. 4).

## Flöge und Klimt
Flöge war eine faszinierende Person der Wiener Bohème und des Fin de siècle. Sie wurde die Lebensgefährtin des Malers Gustav Klimt. Klimt war der Bruder des Mannes ihrer Schwester Helene und zuvor häufiger Gast im Elternhaus. Er malte sie ab 1891 auf vielen seiner Bilder. Experten meinen, dass er auf seinem berühmtesten Bild, Der Kuss, Emilie Flöge und sich selbst als Liebespaar dargestellt hat.
1902 wurde sie von Klimt allein porträtiert, das fertige Bild gefiel ihr aber nicht. Klimt versprach, sie noch einmal zu porträtieren, aber es kam nicht dazu. 1908 wurde das von der Familie ungeliebte Bild an das Historische Museum der Stadt Wien verkauft, wo es heute zu sehen ist. Flöge blieb Klimts Muse; die beiden verbrachten die Sommer 1910 bis 1916 gemeinsam am Attersee.
Klimt entwarf für Flöges Salon einige „Reformkleider“. Das waren von Frauenrechtlerinnen propagierte und ab 1898 von Künstlern der Wiener Secession entworfene Kleider. Sie wurden ohne Korsett getragen, hingen von den Schultern lose herab und hatten bequeme weite Ärmel. Doch für diese neuartige Art von Kleidern fand sich damals zu wenig Kundschaft. Darum verdiente Flöge ihr Geld mit konventioneller Mode. Klimt porträtierte immer wieder Damen der gehobenen Wiener Gesellschaft, u. a. Adele Bloch-Bauer, Eugenie und Mäda Primavesi, Elisabeth Bachofen-Echt, Friedrike Maria Beer und Johanna Staude, und konnte seiner Lebensgefährtin daher wohlhabende Kundinnen zuführen. Gustav Klimt starb 1918.
Im Frühjahr 2006 hatte das Filmdrama Klimt seine Premiere, in dem Emilie Flöge von Veronica Ferres und Gustav Klimt vom US-Schauspieler John Malkovich dargestellt werden.

## Entwürfe aus dem SalonSchwestern Flöge

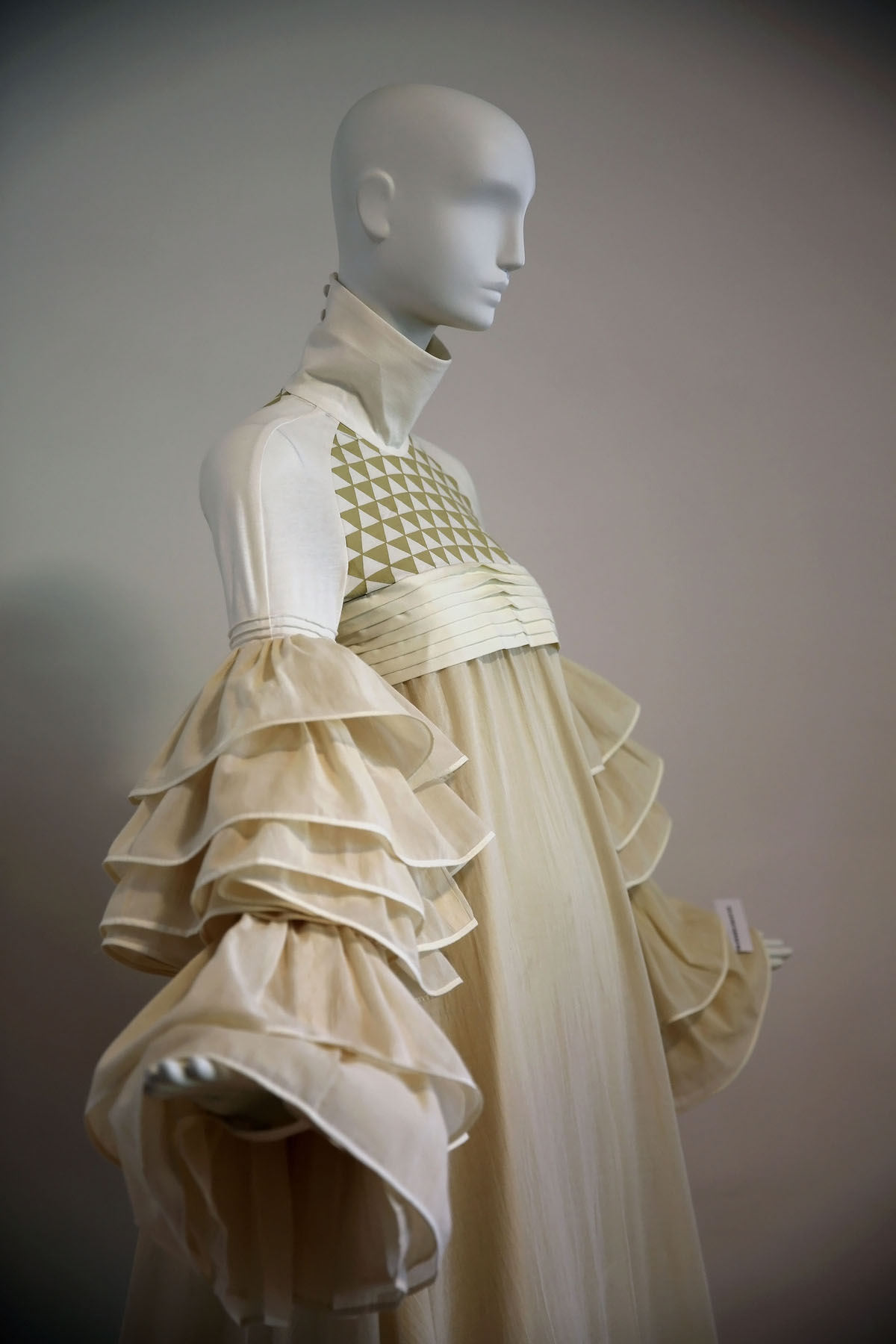
Rekonstruktion eines Kleides aus dem Salon Schwestern Flöge (1909)
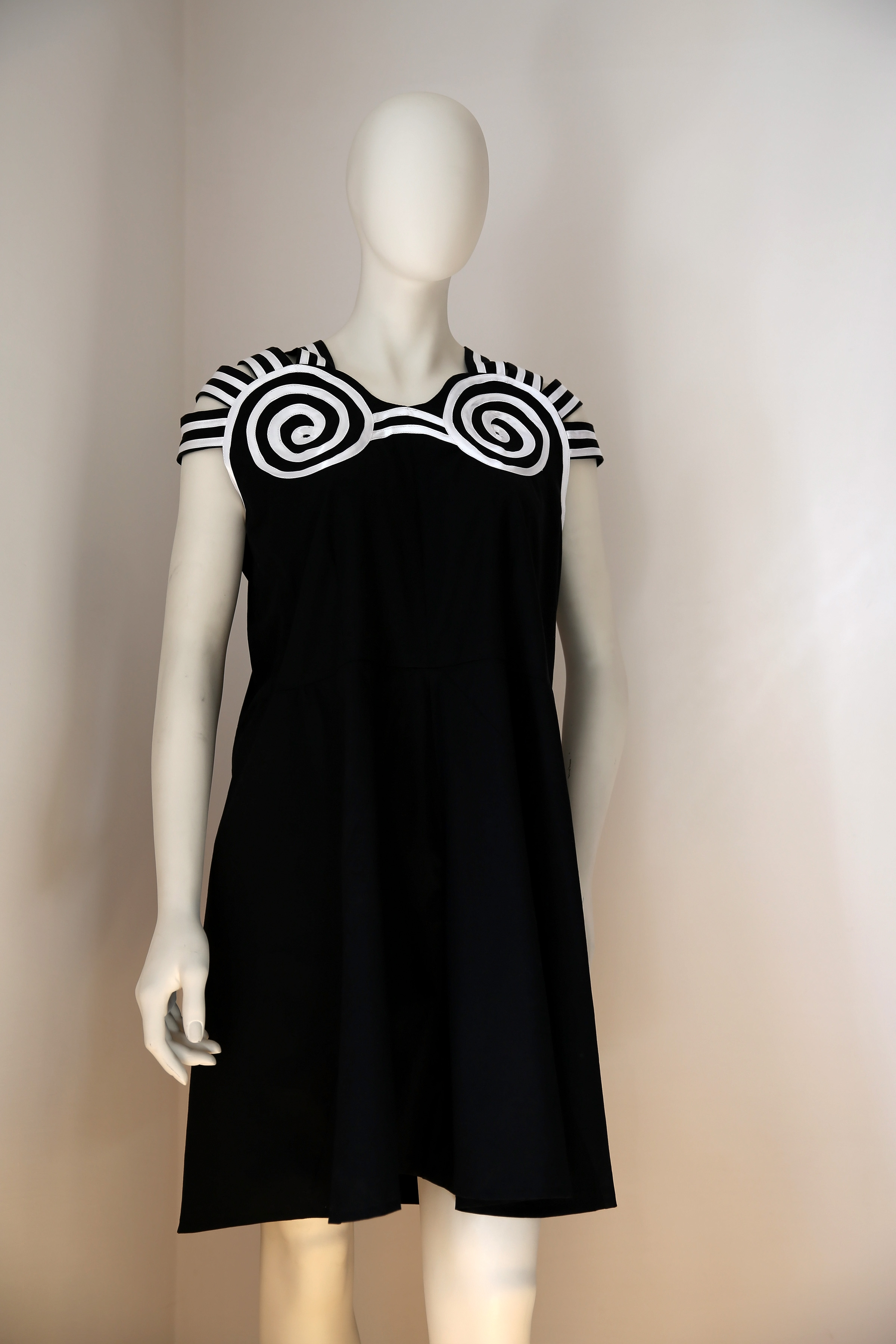
Badekleid aus dem Besitz Emilie Flöges, Entwurf: Salon Schwestern Flöge (um 1910)
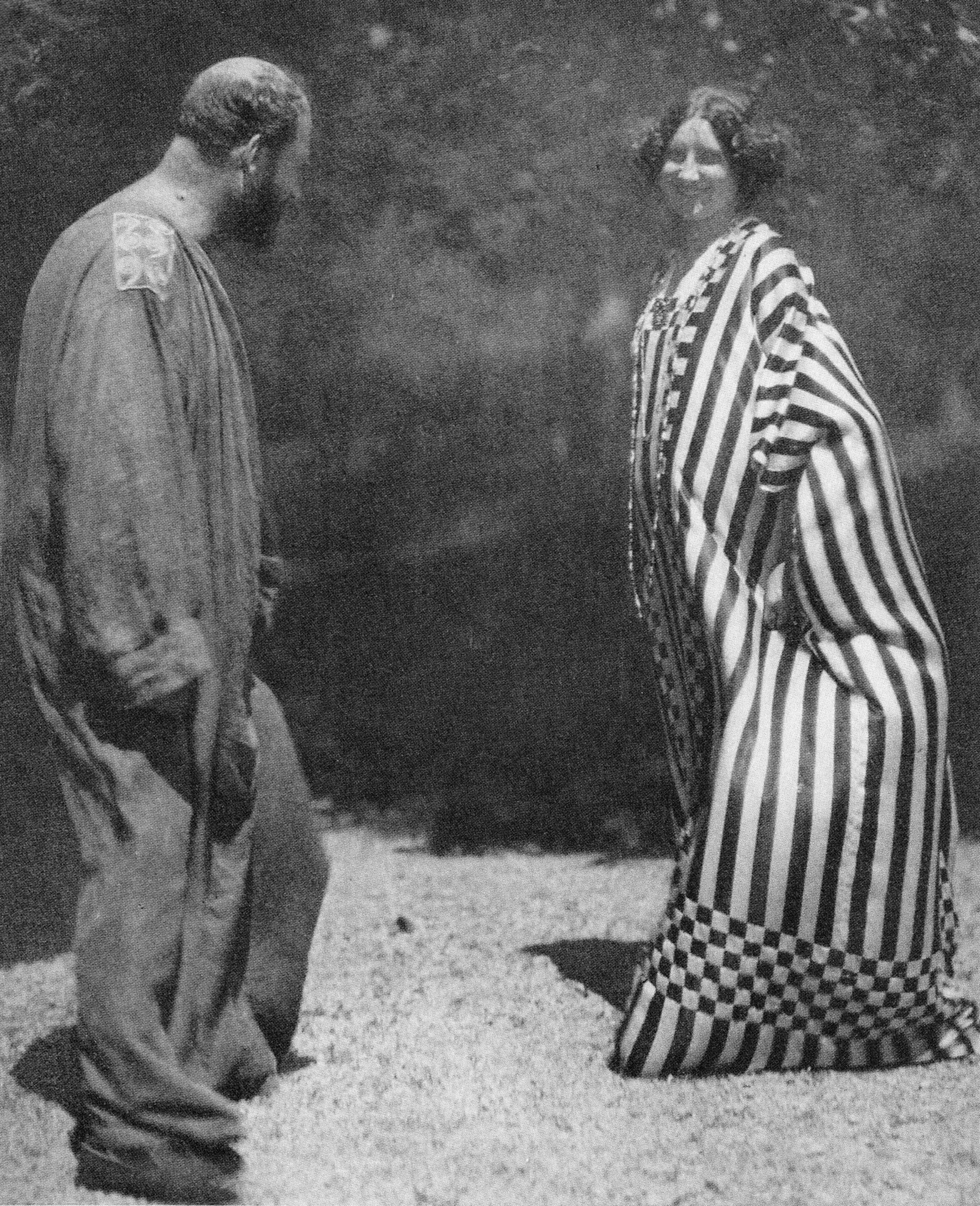
Gustav Klimt und Emilie Flöge in Reformkleidern, 1909, Foto: Heinrich Böhler

## Würdigungen

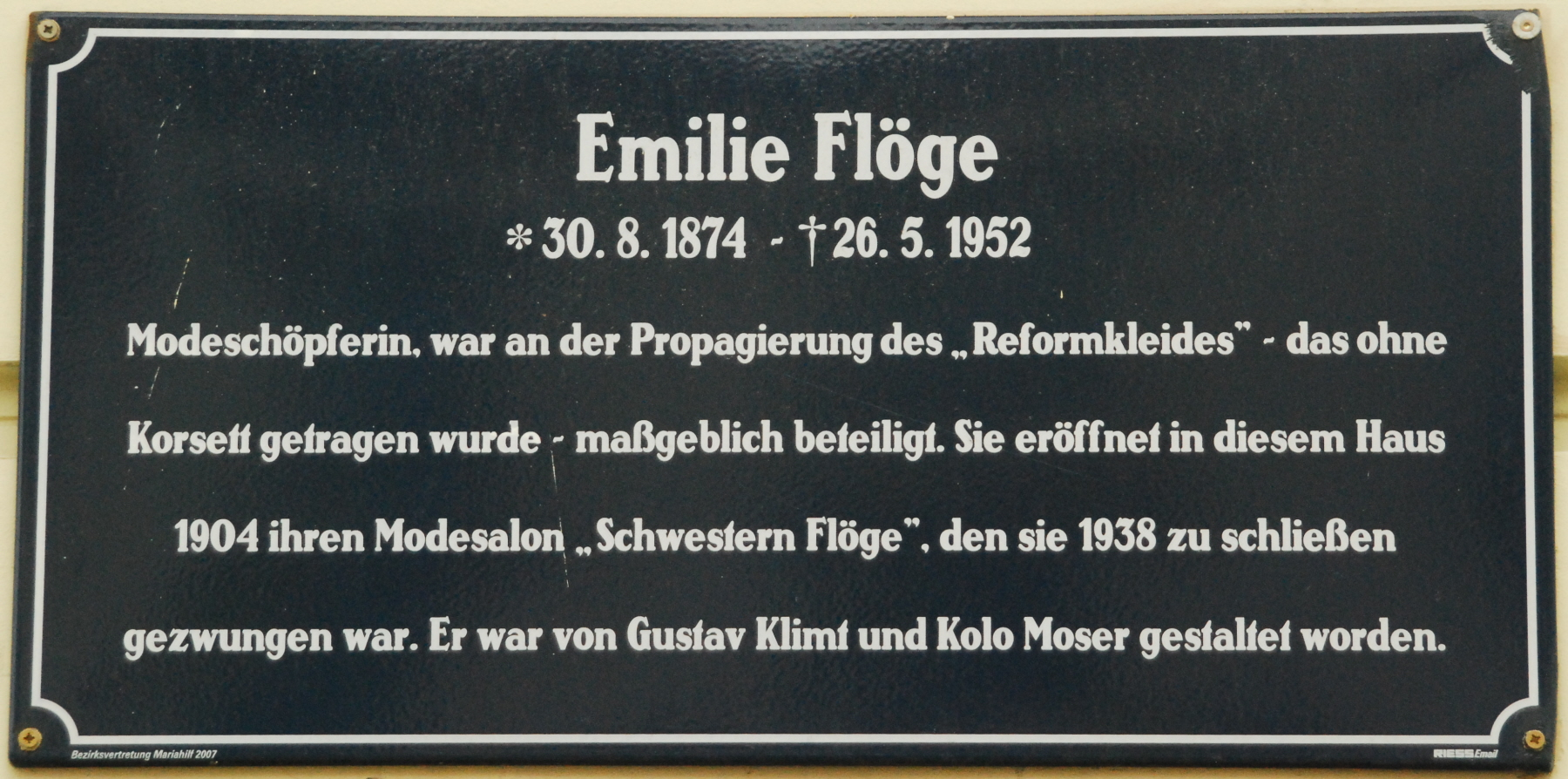
Gedenktafel am ehem. Kaffeehaus Casa Piccola

- 2016: Straßenbenennung Emilie-Flöge-Weg in Wien, Favoriten.[4]
- 2016: Uraufführung des Theaterstücks Süße Wiener Dunkelheit / tiefheller See.

Anlässlich ihres dreijährigen Bestehens hat die Klimt-Foundation 2016 als Betreiber des Gustav Klimt Zentrums bei der oberösterreichischen Autorin Clara Gallistl das Solostück Süße Wiener Dunkelheit / tiefheller See beauftragt. Im Stück wirft die gealterte Emilie Flöge aus dem Wien der 1930er-Jahre einen sehnsuchtsvollen Blick zurück auf die Zeit der berühmten Sommerfrische und des Secessionismus.

## Ausstellungen
- 2008: Glanzstücke: Emilie Flöge und der Schmuck der Wiener Werkstätte. Wien-Museum, Wien, 13. November 2008 – 22. Februar 2009.
- 2012: Die Textilmustersammlung Emilie Flöge. Österreichisches Museum für Volkskunde, Wien, 25. Mai 2012 – 2. Dezember 2012, Katalog.[7]
- 2016: Emilie Flöge – Reform der Mode, Inspiration der Kunst. Sonderausstellung im Gustav Klimt Zentrum am Attersee, 4. Juni 2016 – 31. August 2016.[8]

## Filme
- Liebe am Werk – Emilie Flöge & Gustav Klimt. (OT: L'amour à l'oeuvre – Emilie Flöge et Gustav Klimt.) Dokumentarfilm, Frankreich, 2020, 26:13 Min., Buch und Regie: Stéphanie Colaux, Bonne Compagnie, arte France, Reihe: Liebe am Werk (OT: L'amour à l'œuvre. Couples mythiques d’artistes), Erstsendung: 13. September 2020 bei arte, Inhaltsangabe von ARD.
- Klimt. Spielfilm, Österreich, Deutschland, Frankreich, Großbritannien, 2006, 98 Min., Buch und Regie: Raúl Ruiz.